# Джерельна діброва
Джерельна діброва — ландшафтний заказник місцевого значення. Розташований у південній частині м. Жмеринка. Оголошений відповідно до рішення 11 сесії Вінницької обласної ради 6 скликання від 27.06.2012 р.
Охороняється природна ділянка грабово-дубового лісу до якої прилягає русловий ставок. Трав'яний покрив представлений типовими видами рослин серед яких зустрічаються лікарські та червонокнижні види рослин.

## Галерея

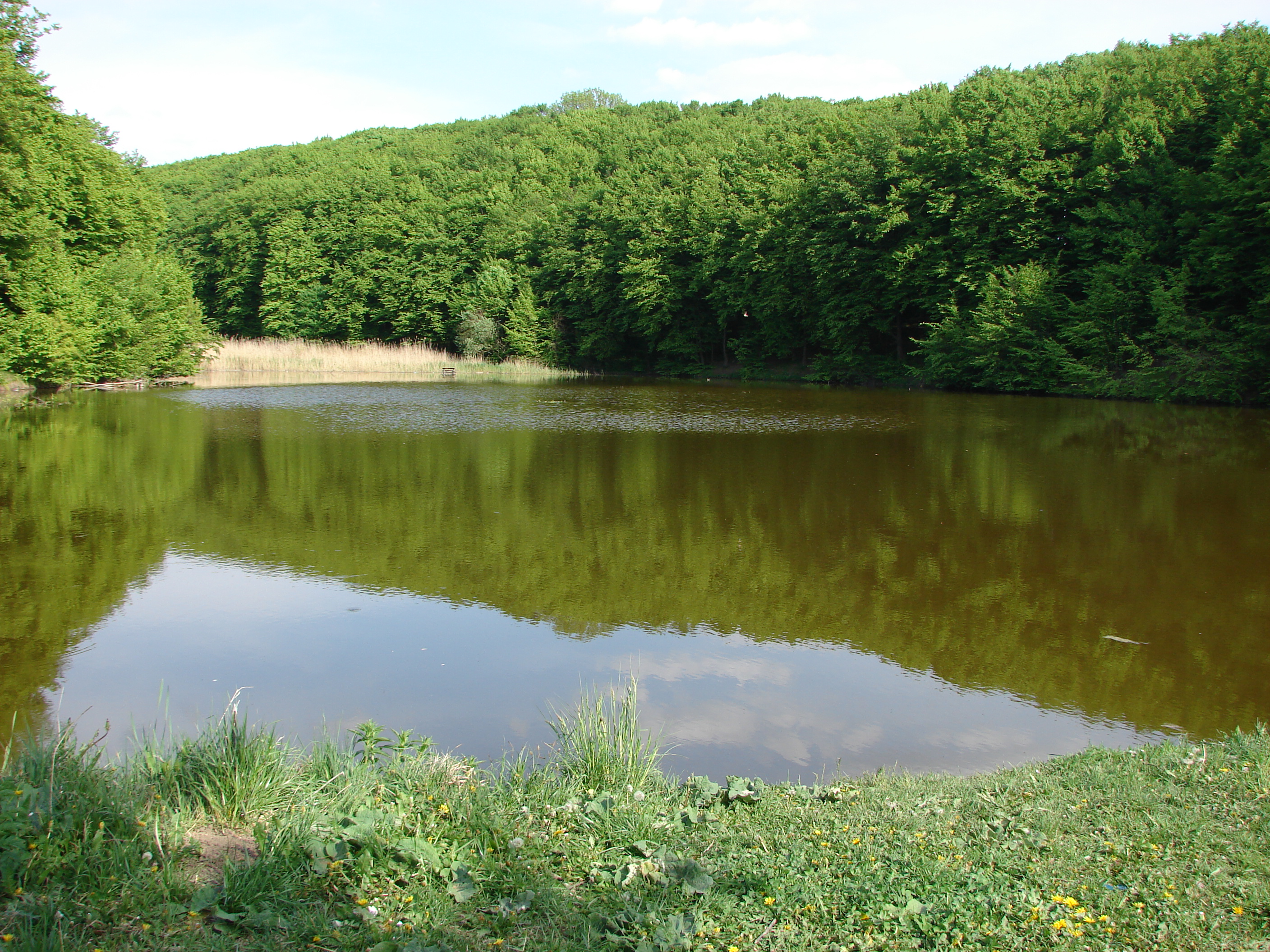
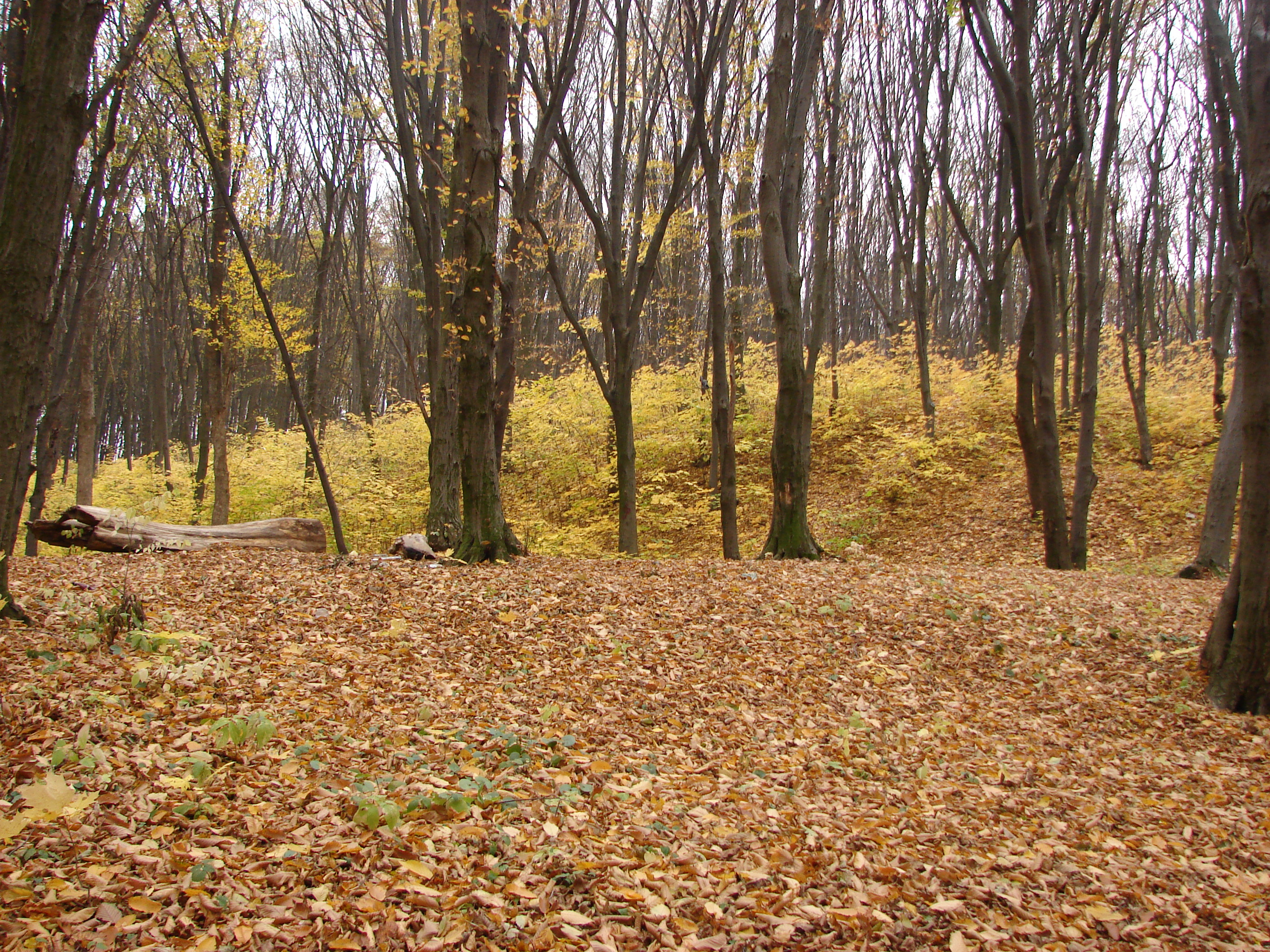
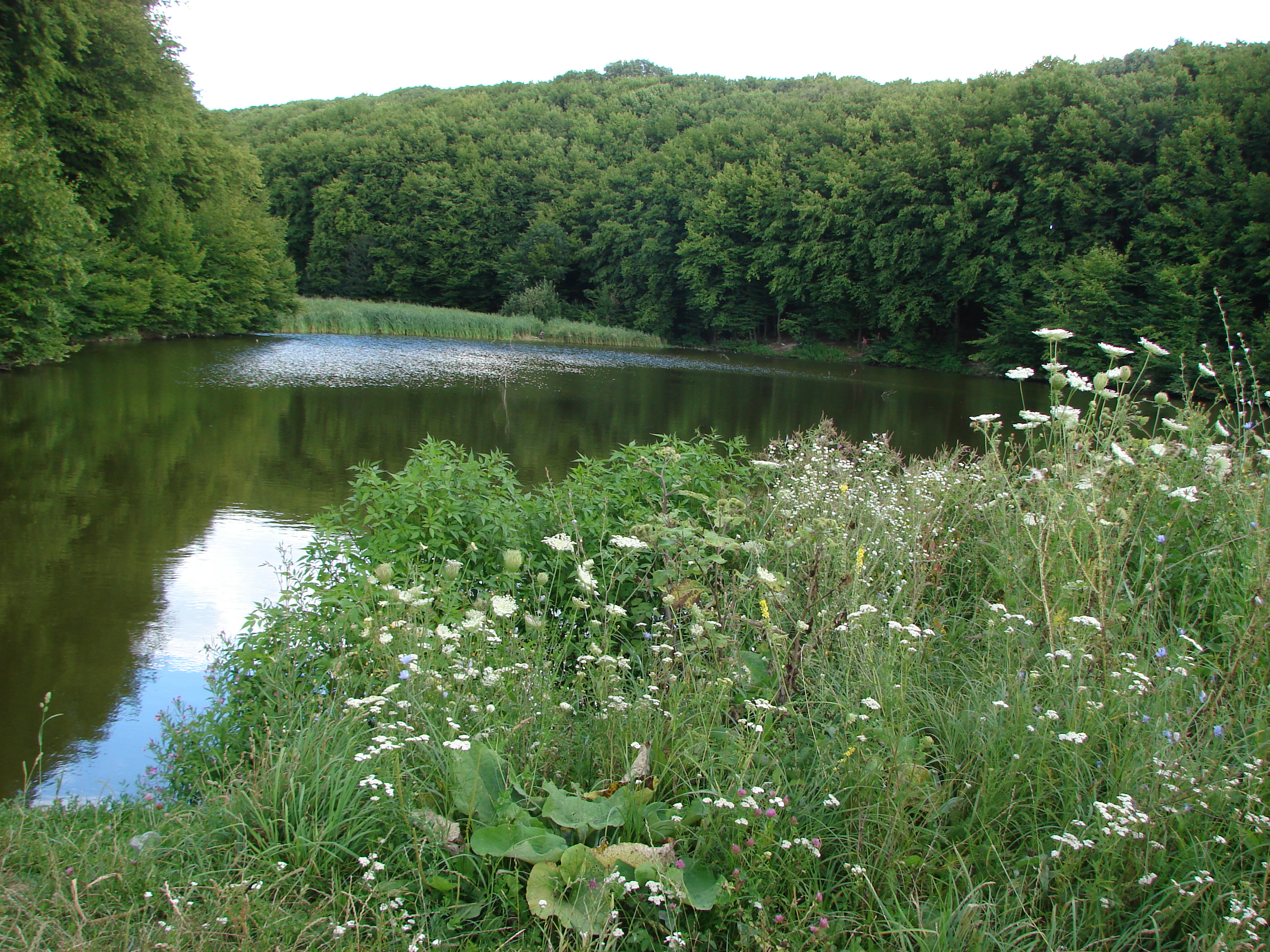